# Катрін Шам'є
Катрін Шам'є (1888—1950) — французький хімік у відділі вимірювань лабораторії Радієвого інституту з 1919 року.

## Біографія
Катрін Шам'є народилася в Одесі в 1888 році в родині сирійця Антуана Хямії та росіянки Олени Головкіної. У 1907 році вона  розпочала навчання в Женевському університеті, а в 1913 році  захистила дисертацію на тему: «Вплив швидкості змін намагніченого поля на альтернативний гістерезис».
Під час Першої світової війни до 1916 року була медсестрою в клініках, створених при Одеському університеті. Катрін Шам'є з матір'ю, двома братами та сестрою з Одеси емігрувала до Франції. Перебуваючи в Парижі, вона стала вчителькою природничих наук у Російському ліцеї в Парижі в 1920 році й давала деякі приватні уроки. Паралельно проходила безкоштовні курси з науки та філософії в Колеж де Франс.
Вона написала Марії Кюрі, щоб взяли її до своєї лабораторії на добровільних засадах. 15 квітня 1921 року вона починає працювати в лабораторії Кюрі. Дуже швидко отримала грант на дослідження, а потім і оплачувану роботу. 1934 року завідувала відділом вимірювальних приладів для досліджень у галузі медичних застосувань.
У 1929 році з усією родиною Катрін Шам'є отримала французьке громадянство.
Її робота принесла їй у 1950 році «часткову втрату еластичності тканини п'яти пальців, підвищену чутливість до опромінення очей та обличчя, інвертований аналіз крові та повторну анемію через падіння еритроцитів».  
Померла 14 березня 1950 року. 

## Наукова робота
У лабораторії Кюрі Катрін Шам'є в основному займалась приготуванням солей радію та аналізом радіоактивних руд з Конго в межах відділу вимірювань. У 1934 році вона взяла на себе відповідальність за службу, займалась сертифікацією рівнів радіоактивності в продуктах і виготовленням точних доз, а також виробництвом вторинних еталонів радію. Вона опублікувала в період з 1921 по 1950 рік сорок три дослідницькі статті. Її особиста робота була зосереджена на ефекті групування атомів, який носить її ім'я.  

## Стипендія Катрін Шам'є
Стипендія Катрін Шам'є — це стипендія, започаткована політехніком Мішелем Ауном під головуванням письменника Абдалли Наамана, який мав намір допомогти ліванському студенту отримати вищу освіту у Франції.

## Наукові праці
- 1937, Нові принципи психології, їх застосування до вивчення систем знань і особистості,
- 1950, Психологія знання: Формування, структура та еволюція наукового знання,